# ジョージ・クリントン (ミュージシャン)
ジョージ・クリントン（George Clinton、1941年7月22日 - ）は、アメリカのミュージシャンである。ジェームス・ブラウンのファンク・ミュージックの継承者とされている。

## 経歴
ノースカロライナ州に生まれ、ニュージャージー州で育つ。現在はフロリダ州に住んでいる。元は理容師であった。クリントンは、床屋で仲間たちとドゥーワップ・グループを結成し、それがやがてパーラメンツとしてデビューするきっかけとなった。クリントンはPファンクの創始者として、パーラメント、ファンカデリックを率いる他、数多くの独創的なファンクの楽曲を発表した。ジェームス・ブラウンやスライ・ストーンと共にファンクの代表的なミュージシャンとされ、ファンクを継承・発展させた功績が認められている。また、奇抜なファッションでも知られた。
コミック中心のペドロ・ベル作のレコード・ジャケットや、ステージにおける派手な演出と、ユニークな歌詞が特徴である。また、黒人観客中心のコンサートで、メンバー達はオムツ姿や女装姿(ウェディングドレス等)で登場したりもする。過去に数十曲の楽曲が、ソウル・チャートで好調なチャート・アクションを示し、3作のプラチナ・アルバムを獲得している。特に、パーラメントの「ギブ・アップ・ザ・ファンク」はポップチャートでも15位、「フラッシュ・ライト」はポップチャート16位まで上昇し、白人層にも受け入れられた。1978年には「ワン・ネイション・アンダー・ザ・グループ」がソウル・チャートでヒットした。1980年代後半以降も、他の多くの黒人ミュージシャンに影響を与え続け、Pファンクがヒップホップで何度もサンプリングされる現象が見られた。
1982年、クリントンはソロ・アーティストとしての自身の名義と、同年に自身の名前でコンピューター・ゲームをリリースした。また、Pファンク・オールスターズとしての名義でレコード・レーベルと契約した。シングルはR&Bチャートで「アトミック・ドッグ」が1位のヒットになった（ポップ・チャートでは101位だった）。次の4年間で、クリントンはさらに3枚のスタジオ・アルバム、『You Shouldn't-Nuf Bit Fish』、『Some of My Best Jokes Are Friends』、および『R&B Skeletons in the Closet』をリリースした。1986年に「 Do Fries Go with That Shake?」がR&Bチャートでヒットしている。
彼は、自身が出演するアルバムに携わる音楽プロデューサーでもあり、ブーツィー・コリンズらのアルバムをプロデュースした。 

## ディスコグラフィ

### スタジオ・アルバム
- 『コンピューター・ゲームス』 - Computer Games (1982年、Capitol)
- 『ユー・シュドゥント・ナフ・ビット・フィッシュ』 - You Shouldn't-Nuf Bit Fish (1983年、Warner Bros.)
- Some of My Best Jokes Are Friends (1985年、Capitol)
- R&B Skeletons in the Closet (1986年、Capitol)
- 『シンデレラ・セオリー』 - The Cinderella Theory (1989年、Paisley Park)
- 『ヘイ・マン・スメル・マイ・フィンガー』 - Hey Man, Smell My Finger (1993年、Paisley Park)
- 『ドープ・ドッグズ』 - Dope Dogs (1993年、XYZ)
- 『スペースシップ・コネクション』 - T.A.P.O.A.F.O.M. (1996年、Sony 550 Music)
- How Late Do U Have 2BB4UR Absent? (2005年、The C Kunspyruhzy)
- George Clinton and His Gangsters of Love (2008年、Shanachie)

### ライブ・アルバム
- Live at the Beverly Theater (1990年、Westbound)
- Mothership Connection Newberg Session (1995年、P-Vine)
- 500,000 Kilowatts of P-Funk Power (Live) (2004年、Fruit Tree)
- Take It To The Stage (Live) (2006年、Music Avenue)
- P-Funk Live at Metropolis (2015年、Metropolis)

### ファミリー・シリーズ・アルバム
- Go Fer Yer Funk (1992年、Nocturne)
- 『プラッシュ・ファンク』 - Plush Funk (1992年、Nocturne)
- 『P・イズ・ザ・ファンク』 - P Is the Funk (1993年、Nocturne)
- 『テスティング・ポジティヴ・4・ザ・ファンク』 - Testing Positive 4 the Funk (1993年、AEM)
- A Fifth of Funk (1993年、AEM)
- The Best (compilation) (1995年、P-Vine)

## 自伝
- ジョージ・クリントン; ベン・グリーンマン（英語版） 著、押野素子 訳『ファンクはつらいよ　ジョージ・クリントン自伝』DU BOOKS、2020年。ISBN 978-4-907583-50-7。（原書 Clinton, George; Greenman, Ben, Brothas Be, Yo Like George, Ain't That Funkin' Kinda Hard on You?, Atria Books, ISBN 978-1-4767-5107-8）